# Eisenwerk Rothenthal

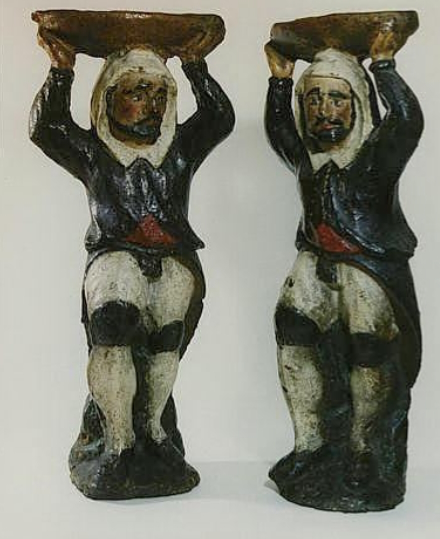
Zwei bemalte Bergmannsfiguren, die einst einen Ofen trugen. Die Plastiken wurden um 1645 im Rothenthaler Eisenwerk gegossen.

Das Eisenwerk Rothenthal war ein Metallhütte im heute zu Olbernhau gehörenden Ort Rothenthal. Es wurde 1626 als Drahtziehhütte gegründet und fungierte später als Gießerei, Blechhammer und ab 1750 schließlich als Nagelschmiede. Bedeutung erlangte das Werk vor allem durch die Herstellung von künstlerisch gestalteten Öfen aus Eisenguss.

## Lage
Das Eisenwerk Rothenthal befand sich im gleichnamigen Ortsteil der Stadt Olbernhau und damit in der Montanregion Erzgebirge/Krušnohoří.

## Geschichte

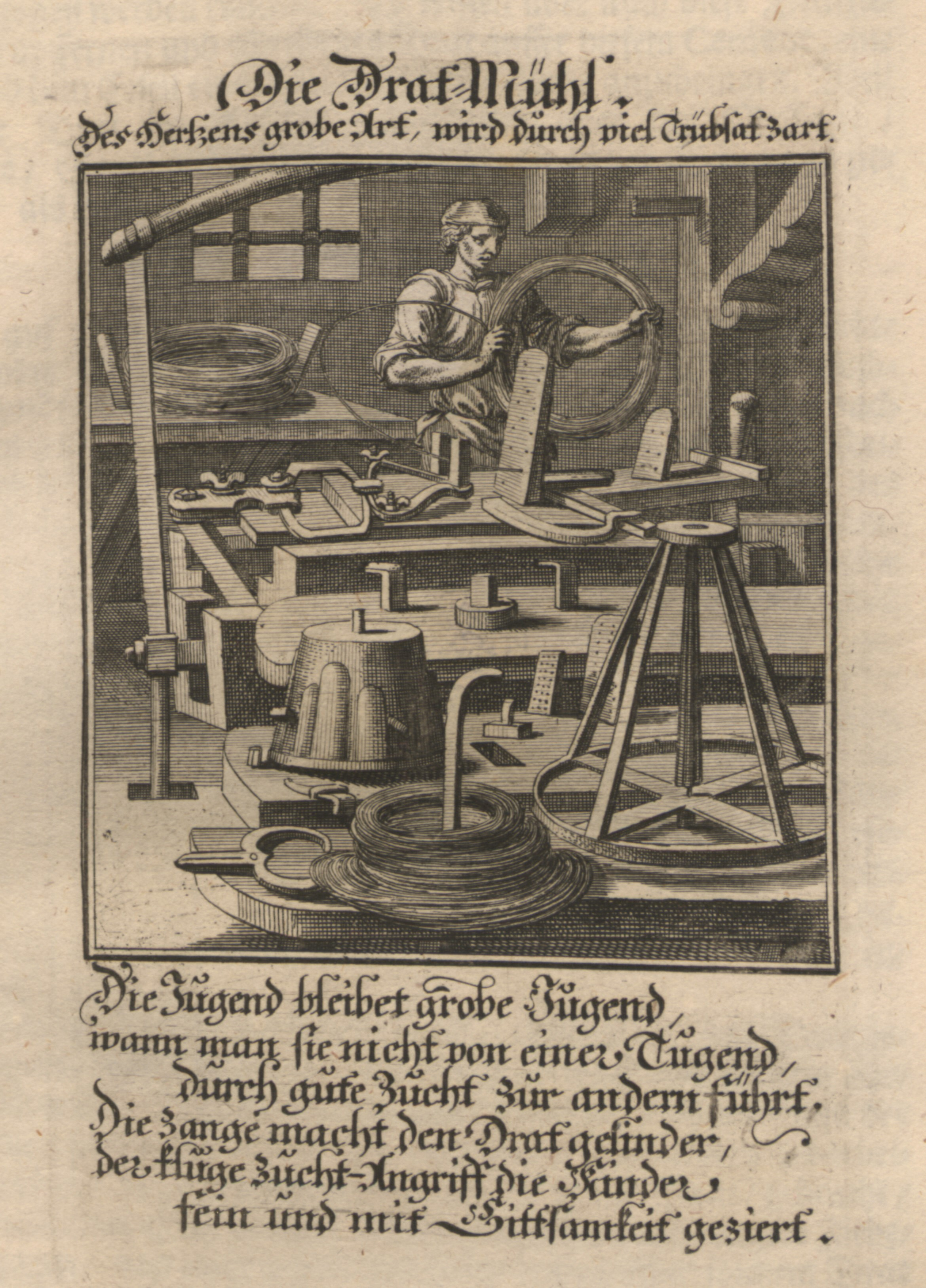
Zeitgenössische Darstellung einer Drahtziehmühle von Christoph Weigel (1698). Ein solches Werk wurde nach 1626 im Olbernhauer Ortsteil Rothenthal errichtet.

### Vorgeschichte
Die Umgebung von Olbernhau stieg bereits in der ersten Hälfte des 16. Jahrhunderts zu einem Zentrum der Metallurgie im sächsischen Erzgebirge auf. Entscheidenden Anteil an dieser Entwicklung hatte die 1537 vom Annaberger Bergmeister Hans Leonhardt errichtete Saigerhütte im Ortsteil Grünthal. Für den Betrieb des Hüttenwerkes wurden neben zahlreichen weiteren Eisenwaren insbesondere sogenannte Saiger- und Dörrscharten benötigt. In diesen Eisenpfannen wurde während des Saigerverfahrens das Werkblei vom Blicksilber oxidiert und das Garkupfer raffiniert. Die Abrechnungen der Grünthaler Saigerhütte belegen, dass die benötigten Dörrscharten zunächst vom Eisenhammer Breitenhof im Westerzgebirge bezogen wurden.

### Gründung

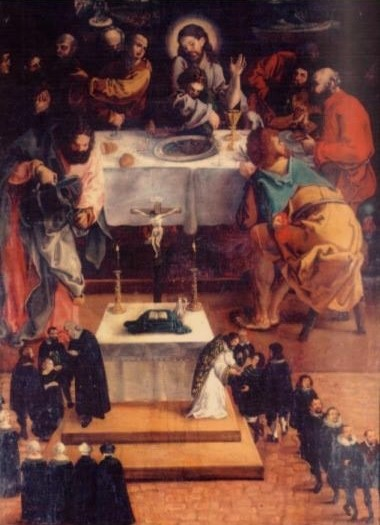
Das Altarbild in der Olbernhauer Stadtkirche wurde von Augustus Rohdt, dem Gründer des Rothenthaler Eisenwerkes, gestiftet. Er ist als Stifter auf dem Bildnis zu sehen.

1567 ging die Grünthaler Saigerhütte durch Kauf in kurfürstlichen Besitz über. Im Jahr 1626 wandte sich der Faktor der Hütte, Augustus Rohdt, mit einem Hinweis an den sächsischen Kurfürsten Johann Georg I., dass böhmische Kaufleute den Bau einer Drahthütte in unmittelbarer Nähe der Grenze planen würden. Um der potentiellen Konkurrenz zuvorzukommen, schlug Rohdt den Bau eines eigenen Werkes in der Nähe der Grünthaler Saigerhütte vor. Johann Georg I. kam diesem Ansinnen nach und stellte Augustus Rohdt ein umfangreiches Privileg aus:

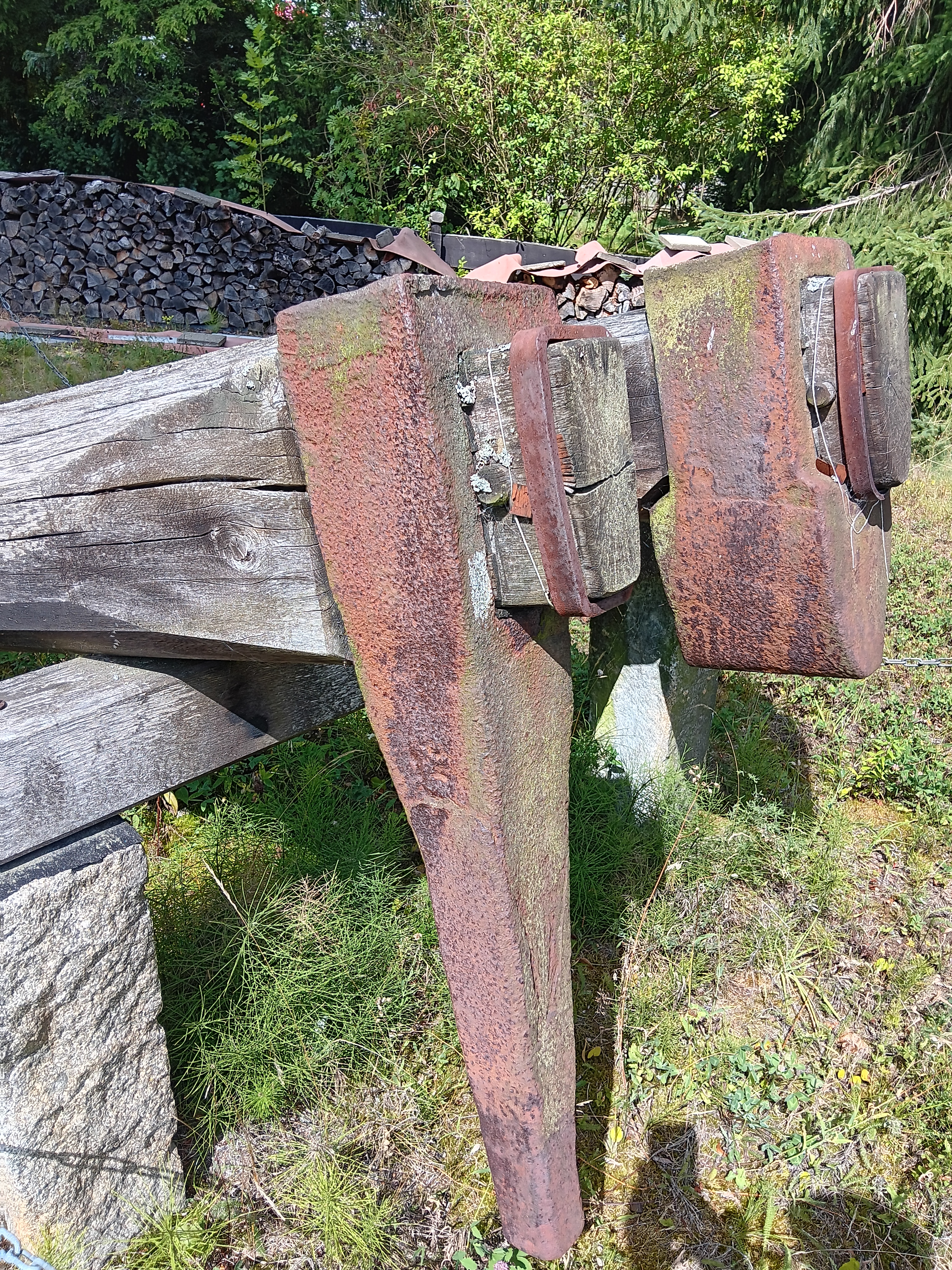
Im Eisenwerk Rothenthal wurden Gebrauchsgüter für die nahegelegene Saigerhütte samt Kupferhammer Grünthal hergestellt. Unter anderem auch Hammerköpfe.

Rothdt erhielt für das Werk und die angegliederten Arbeiterhäuser die Niedere Gerichtsbarkeit zugesprochen. Auch wurde ihm gestattet, die Wasserkraft der Natzschung zu nutzen, solang dadurch nicht die Grünthaler Saigerhütte dadurch geschädigt würde. Darüber hinaus wurde Augustus Rohdt erlaubt, Holz aus dem Stockraum des kurfürstlichen Waldes zu nutzen und in der Umgebung nach Eisenstein zu suchen. Sollte er das Erz aber von auswärtigen Gruben beziehen, so seinen dafür der Zehnt sowie ein Ladegeld fällig. Auflagen erhielt Rohdt auch beim Absatz seiner Produkte. So durfte er seine Eisenwaren nicht nach Dresen, Pirna oder Freiberg verkaufen. Die Märkte dieser Städte waren der kurfürstlichen Draht- und Eisenhütte in Lohmen vorbehalten. Als Erbzins waren jährlich 40 Meißnische Gulden an das Amt Lauterstein zu zahlen. Johann Georg I. legte zudem fest, dass kein weiteres Eisenwerk im Erzgebirgischen Kreis zu gründen sei.

### Blütezeit
Augustus Rohdt verstand es, das Werk trotz der Wirren und für die Region belegten Zerstörungen des Dreißigjährigen Krieges aufzubauen und voranzubringen. Zur Versorgung seines Werkes mit Eisenerz ließ er in der Umgebung von Olbernhau nach Eisenstein suchen und wurde dabei auch fündig. Die von ihm im Jahr 1636 gemutete Fundgrube Weißer Löwe in der Nähe von Heidersdorf wurde für die ersten Jahrzehnte der wichtigste Zulieferer. Eine weitere wichtige Zeche, die Fundgrube Roter Hirsch, wurde in unmittelbarer Nähe am Schuppenberg im Natzschungtal erschlossen. Später wurde auch Eisenerz aus Kühnheide, Schmalzgrube, Schmiedeberg und Johanngeorgenstadt im Rothenthaler Eisenwerk verhüttet. Im ersten Jahrzehnt nach der Gründung kamen zur Drahthütte zwei Blechhämmer hinzu. Bereits 1645 verfügte das Werk über einen eigenen Hochofen. 1649 wurde einer der Blechhämmer in einen Stabhammer umgewandelt. Das Hüttenwerk beschäftigte zu diesem Zeitpunkt 66 Arbeiter, darunter zwölf Drahtzieher, vier Scheibenzieher, zwölf Männer an den Hämmern, sieben Köhler und je fünf Arbeiter am Hochofen und in der Zinnerei. Das Arbeitsbriefverzeichnis des Werkes zeigt, dass zu dieser Zeit noch einmal so viele Kinder als Hilfskräfte in der Hütte arbeiteten. Aus den Hausstätten der Arbeiter entwickelte sich der heutige Ort Rothenthal.

### Niedergang
Am Ende des Jahrzehnts geriet das Werk in erste Schwierigkeiten. 1647 beklagte der Amtshauptmann des Amtes Pirna und Besitzer des Eisenhammers bei Bahra, Johann Siegmund von Liebenau, dass Augustus Rohdt mit der Herstellung von Öfen aus Eisenguss begonnen habe. Die Produktion von gusseisernen Ofenplatten war jedoch der kurfürstlichen Hütte bei Lohmen vorbehalten. In den folgenden Jahren wurden die Konzessionen neu vergeben, sodass nun in mehreren Hütten Öfen hergestellt werden konnten.

1652 verstarb Augustus Rohdt und das Werk ging an seinen gleichnamigen Sohn. Sein Erbe war in den folgenden Jahren in mehrere Rechtsstreitigkeiten verwickelt. Caspar Heinrich von Schönberg auf Purschenstein klagte für eine Neureglung der Erbgerechtigkeit der Eisenzechen sowie eine Berainung des Grundbesitzes. Zudem waren die Eisenlager der umliegenden Zechen bald erschöpft. Hinzu kamen Einschränkungen bei der Produktion. In einer am 26. März 1660 von Kurfürsten Johann Georg II. festgesetzten Hammerordnung für die Ämter in Schwarzenberg, Wolkenstein und Niederlauterstein wurde zudem bestimmte Mengenbegrenzungen, Vergütungs- und Preisfestsetzungen sowie den Strafsanktionen bei Verstößen für die kursächsischen Hüttenwerke. In der Ordnung wird auch das Rothenthaler Eisenwerk explizit genannt:

„Unsers weyland Factors Augusti Rothens Erben wegen ihrer zweyen Blech-Hämmer und Ziehn-Hauses, so sie in Rothenthal haben, ohne Exception an solche Ordnung in allen Puncten und Clausuln, gleich andern Hammer-meistern verbunden seyn, sich hiernach zu achten, und denselben nachzuleben, allermaßen sie sich auch durch eingesandte Schriften unterthänigst erboten.“

Nach dem Tod Augustus Rohdt Juniors 1679 erbte der Schwiegersohn Gottfried Salomon Linke das Eisenwerk, errichtete eine Bäckerei sowie ein Brauhaus. Auch er war in Rechtsstreitigkeiten mit Konkurrenten verwickelt. In diese Zeit fallen auch zunehmende Schwierigkeiten bei der Versorgung des Werkes mit Holz.

### Umwandlung in eine Nagelschmiede
1742 waren Hochofen und Hämmer noch in Betrieb, der Holzmangel hatte jedoch die Leistung der Hütte bereits auf ein Viertel reduziert. 1750 pachteten Johann August der Jüngere von Elterlein und Benjamin Baumann das Werk. Johann August entstammte der Hammerherrenfamilie von Elterlein. In der Folge wurden die Anlagen in Rothenthal vernachlässigt, der Hochofen gelöscht und schließlich zur Nagelschmiede umgewandelt.

## Produkte
Das Eisenwerk Rothental fertigte zunächst vor allem Draht und schmiedeeiserne Waren. Einer der wichtigsten Abnehmer war die nahgelegene Grünthaler Saigerhütte. Für dieses Werk wurden Dörrscharten, Kessel, Frisch- und Gießpfannen sowie Roste gefertigt. Darüber hinaus wurden in Rothentahl schmiedeeiserne Werkzeuge gefertigt, darunter Zangen, Pocheisen und Hammerköpfe. Mit der Errichtung der Blechhämmer kamen sowohl Weiß- wie auch Schwarzbleche zur Produktpalette hinzu. Obwohl ein Großteil der Produkte für den regionalen Markt produziert wurden, sind Rothenthaler Bleche 1677 auch auf dem Hamburger Markt belegt.
Ab 1645 stellte das Eisenwerk auch gusseiserne Öfen her. Sowohl die Ofenplatten wie auch die Ofenfüße erreichten ein beachtliches Maß an künstlerischer Gestaltung. Jedoch sind heute nur sehr wenige Eisengüsse aus dem Rothenthaler Werk erhalten geblieben. Im Freiberger Stadt- und Bergbaumuseum befinden sich zwei gusseiserne Bergmannsfiguren, die als Ofenfüße in der Rothenthaler Hütte gegossen wurden.